# Dicranum robustum
Dicranum robustum là một loài rêu trong họ Dicranaceae. Loài này được Hook. f. & Wilson mô tả khoa học đầu tiên năm 1844.